# Wolfgang Land
Wolfgang Land (* 1953) ist ein deutscher Motorsportteam-Inhaber und ehemaliger Automobilrennfahrer.
Das Team Land Motorsport wird von ihm und seinem Sohn Jochen Land geführt.

## Karriere
Wolfgang Land fing seine Motorsportlaufbahn in den 1980er-Jahren im Tourenwagensport an. Von 1985 bis 1988 startete er im Volkswagen Polo Cup. Dort erzielte er 1985 und 1987 jeweils den zweiten Platz im Gesamtergebnis. 1988 beendete er die Saison mit dem dritten Rang.
1989 fuhr er im Porsche 944 Turbo Cup und wurde beim Rennen in Zolder Dritter.
In der folgenden Saison wechselte er in den Porsche Carrera Cup Deutschland. Dort fuhr er durchgängig von 1990 bis 1997 alle Rennsaisonen. Bereits im ersten Jahr erreichte er mit dem Team Kilian den dritten Platz in der Jahreswertung und konnte diesen im Folgejahr um einen Platz verbessern. Seine besten Ergebnisse erzielte er 1993 und 1997 mit dem Titelgewinn in der Meisterschaft.
1991 ging er parallel zusammen mit Mike Hezemans und Jeroen Hin beim 24-Stunden-Rennen von Spa-Francorchamps 1991 an den Start. Das Langstreckenrennen beendeten sie mit einem Porsche 911 Carrera 2 auf dem dritten Platz.
Für das Roock-Racing-Team fuhr er mit einem Porsche 964 Carrera RSR 3.8 in den beiden Rennen auf der AVUS und auf dem Nürburgring im ADAC-GT-Cup.
1995 startete er beim 24-Stunden-Rennen von Daytona für das Team Daytona Racing mit einem Porsche 993 Carrera RSR in der GTS-2-Klasse der IMSA-GTS-Meisterschaft. Das Rennen konnte das Team nicht beenden – wurde jedoch noch 18. in der Wertung.
Im selben Jahr gründete Wolfgang Land zusammen mit seinem Sohn das Team Land Motorsport. Seit der Team-Gründung bekleidet er die Position des Team-Chefs. Der bislang größte Erfolg des Teams war der Gewinn der Fahrer- und der Teamwertung der ADAC GT Masters 2016.